# Acalypha hutchinsonii
Acalypha hutchinsonii là một loài thực vật có hoa trong họ Đại kích. Loài này được Britton mô tả khoa học đầu tiên năm 1920.